# Rejon horochowski
Rejon horochowski – rejon obwodu wołyńskiego Ukrainy.
Został utworzony 20 stycznia 1940, jego powierzchnia wynosi 1122 km², a ludność rejonu liczy 51 562 osób.
Na terenie rejonu znajduje się 2 miejskie rady, 2 osiedlowe rady i 36 silskie rady, obejmujących w sumie 90 miejscowości. Siedzibą władz rejonowych jest Horochów.

## Spis miejscowości
- Antonówka (Антонівка)
- Batorówka (Хмельницьке)
- Beresteczko (Берестечко)
- Biskupicze (Бережанка)
- Błudów (Мирне)
- Boroczyce (Борочиче)
- Boryskowicze (Борисковичі)
- Bożów (Бистровиця)
- Brany (Брани)
- Burkacze (Буркачі)
- Bużany (Бужани)
- Cechów (Цегів)
- Chołoniów (Холонів)
- Dębowa Karczma (Дубова Корчма)
- Dołhe (Довгів)
- Dziesiatyna (Десятина)
- Dzikowiny (Диковини)
- Hajenka (Діброва)
- Haliczany[2] (Галичани)
- Hektary (Гектари)
- Holatyn Górny (Горішнє)
- Horochów (Горохів)
- Hubin (Губин Перший)
- Hubińska Niwa (Ниви-Губинські)
- Humniszcze (Гумнище)
- Jadwinówka (Ярівка)
- Janówka (Іванівка)
- Jeziorce (Озерці)
- Kolonia Szklin (Шклинь Другий)
- Kołmowisko (Кумовище)
- Kołmów (Колмів)
- Kołodeż (Колодеже)
- Kowbań (Ковбань)
- Koziatyn (Козятин)
- Krasów (Красів)
- Krzyżowce (Крижова)
- Kutrów (Кутрів)
- Kwasów (Квасів)
- Lemieszów (Лемешів)
- Lipa (Липа)
- Łobaczówka (Лобачівка)
- Marianówka (Мар'янівка)
- Markowicze (Марковичі)
- Marysia (Маруся)
- Merwa (Мерва)
- Mirków (Мирків)
- Mychlin (Михлин)
- Myśliny (Мислині)
- Natolin (Наталин)
- Nowosiółki Ruskie (Новосілки)
- Nowostaw (Новостав)
- Ochłopów (Охлопів)
- Olchówka (Вільхівка)
- Oszczów (Ощів)
- Peremyl (Перемиль)
- Piaski (Піски)
- Pieczychwosty (Печихвости)
- Podberezie (Підбереззя)
- Poluchno (Полюхне)
- Porwańcze (Пірванче)
- Pułhany (Пильгани)
- Pustomyty (Пустомити)
- Raczyn (Рачин)
- Rejmontowicze (Богунівка)
- Rzyszczów (Ржищів)
- Sielec (Сільце)
- Sienkiewiczówka (Сенкевичівка)
- Sierhiejówka (Сергіївка)
- Skabarowszczyzna (Скабарівщина)
- Skobełka (Скобелка)
- Skryhołów (Скригове)
- Skurcze (Скірче)
- Smolawa (Смолява)
- Starostaw (Старостав)
- Staryki (Старики)
- Strzelce (Стрільче)
- Szeroka (Широке)
- Szklin (Шклинь)
- Tereszkowce (Терешківці)
- Uhrynów (Угринів)
- Umańce (Уманці)
- Watyn (Ватин)
- Watyniec (Ватинець)
- Wolica Drużkopolska (Волиця-Дружкопільська)
- Wolica Łobaczowska (Волиця-Лобачівська)
- Zagajnik (Загаї)
- Zboryszów Nowy (Новий Зборишів)
- Zełenołużne (Зеленолужне)
- Zielona (Зелене)
- Zofiówka (Софіївка)
- Zwiniacze (Звиняче)
- Żabcze (Жабче)
- Żukowiec (Жуковець)
- Żurawniki (Журавники)